# Manuel Jalón
Manuel Jalón Corominas (Logroño, 31 de enero de 1925 - Zaragoza, 16 de diciembre de 2011) fue un inventor español. Ingeniero aeronáutico de formación, y oficial del Ejército del Aire en la Base Aérea de Zaragoza, patentó un modelo de fregona, cubo y de jeringuilla desechable.

## Biografía
Durante una estancia en Estados Unidos, Manuel Jalón observó cómo los hangares se fregaban mediante una mopa plana y un cubo con rodillos. De vuelta a España decidió en 1956 iniciar la fabricación en España de los primeros lavasuelos o cubos de rodillos, consiguiendo con ellos cambiar la forma.
Sus éxitos como inventor tuvieron su reflejo en la empresa que Manuel Jalón fundó en 1958, Manufacturas Rodex, S.A., sociedad de la que fue su promotor y artífice principal, aportando al activo de la misma tanto sus patentes como incluso la propia marca Rodex, que el propio Manuel Jalón había registrado ya en 1956. También fue el imprescindible propio Manuel Jalón quien consiguió convencer a varios empresarios catalanes para que invirtiesen como socios capitalistas en la futura empresa. Entre los accionistas capitalistas destacaban los leridanos Buenaventura y Domingo Rull, de Casa Rull, que a la sazón se convertirían en distribuidores en exclusiva de los productos Rodex para Cataluña, consiguiendo incluso que el término Rodex se convirtiera en un genérico para identificar a la fregona. Por otro lado, también invitó a participar como accionistas en la nueva empresa a varios de sus colaboradores iniciales, Enrique Falcón Morellón y Emilio Bellvis Montesano. Manuel Jalón fue el consejero delegado de Manufacturas Rodex, S.A. durante casi 30 años, plazo de tiempo en el que consiguió exportar sus productos, en particular la fregona, a más de 40 países, desde Estados Unidos hasta China.
Con el cubo de rodillos y, posteriormente, con la fregona, Manuel Jalón consiguió mejorar cualitativamente la calidad de vida en los hogares españoles, superando la forma tradicional de limpiar el suelo de rodillas, ya que con sus inventos permitía limpiar el suelo sin arrodillarse (causa de la bursitis de rodilla y problemas de columna) y sin desgastar las manos por la lejía.
En 1989, y después de haber vendido más de 60 millones de fregonas en todo el mundo, Manuel Jalón y varios de sus socios en Manufacturas Rodex, S.A., vendieron sus acciones a la multinacional holandesa Curver BV. Manuel Jalón se centró entonces en dedicar sus esfuerzos en otros proyectos, tales como la jeringuilla hipodérmica no reutilizable. Para ello usó material plástico. Esta jeringuilla tenían un émbolo que no se atascaba y era más fácil de destruir al tener las paredes más finas. Las jeringuillas y agujas desechables se empezaron a producir por la fábrica Fabersanitas, en la localidad oscense de Fraga, exportándose a más de 80 países. Posteriormente, la fábrica fue comprada por el grupo Becton Dickinson.
Manuel Jalón Corominas tuvo una larga vinculación con el pueblo aragonés de Trasmoz, donde compró las ruinas de un castillo medieval y lo reconstruyó parcialmente. Hoy el castillo alberga el "Museo de la Brujería". En 2004 publicó el libro "Leyenda negra de Trasmoz" sobre las leyendas de brujería del pueblo.
Aunque riojano de nacimiento, Manuel Jalón se crio en Aragón y, por sus inventos y logros empresariales, en 1991 el Ayuntamiento de Zaragoza le otorgó la máxima distinción que otorga a las empresas, el premio Inmortal Ciudad de Zaragoza Salduba. En 1992 fue nombrado hijo predilecto de la ciudad de Zaragoza, y en ese mismo año fue también nombrado «Riojano del Año» por votación popular. Pasó la mayor parte de su vida en Zaragoza, aunque previamente vivió en Estados Unidos y en Finlandia, donde trabajó después de obtener el título de Ingeniería Aeronáutica —en Madrid— y de escribir su tesis doctoral sobre accidentes aeronáuticos.
Manuel Jalón falleció en la madrugada del 16 de diciembre de 2011 en Zaragoza, a los 86 años, tras sufrir una parada cardiorrespiratoria.